# Espárrago de Tudela de Duero
El Espárrago de Tudela de Duero es un alimento típico de Tudela de Duero, (Valladolid, Castilla y León, España). Forma parte de la gastronomía de esa provincia.

## Historia
Hay constancia de que entre los siglos XV y XVI tuvieron renombre en las Cortes de Castilla. Incluso hay un documento que refleja una compra-venta de espárragos ya en tiempo de los Reyes Católicos.

## Características
Es un tipo de espárrago blanco, aunque también los hay de punta morada, y destacan por su tamaño y grosor. Su escasa fibrosidad es lo que le distingue de los espárragos de Extremadura o Navarra. Ferran Adriá lo sirve en su restaurante y lo describe como "el más sabroso que había probado en su vida".

## Marca de Garantía
El espárrago de Tudela consta con la marca de garantía, conseguida por las empresas Espárragos Belloso y Espárragos Velon 

## Fiesta del espárrago tudelano
Desde 1983 se celebra anualmente el último fin de semana de mayo la «Fiesta de exaltación del espárrago tudelano» en Tudela de Duero. Los espárragos son expuestos y hay distintos premios como mejor calidad, mejor presentación, etc.